# Бугульминский электронасосный завод
ОАО «Бугульминский электронасосный завод» (сокр.: ОАО «БЭНЗ») — завод в городе Бугульма, производитель нефтепогружного оборудования для добычи нефти (электроцентробежные насосы (ЭЦН), погружные электродвигатели (ПЭД), гидрозащиты, газосепараторы, запасные части к УЭЦН). Входит в состав холдинга ЗАО «УК Рунако».

## История
Согласно Постановлению Совета народного хозяйства РСФСР № 441 от 23 декабря 1961 года в январе 1962 года на базе мастерской по восстановлению электрооборудования Бавлинского участка по ремонту погружных электродвигателей был основан Бугульминский завод по ремонту электротехнического оборудования (РЭТО). Мастерская располагалась в одном здании, штат насчитывал всего 11 человек. Первым директором завода (с 1962 по 1979 год) был Владимир Владимирович Блажиевский.
Завод быстро рос. В 1970-е годы было освоено производство низковольтных и взрывозащищенных электродвигателей, силовых трансформаторов, трансформаторных подстанций. Собственными силами коллектива был расширен блок горячих цехов, построены склады, испытательная станция. Велось строительство жилья для работников предприятия
В 1981 году был построен основной производственный корпус завода.
В 1985—1986 годах завод был единственным в Министерстве нефтяной промышленности СССР предприятием по ремонту нефтепромыслового электрооборудования.
В 1996—1999 годах произошёл спад производства, а численность работников предприятия сократилась до 700 человек.
В августе 2000 года завод вошёл в холдинговую компанию ОАО «АЛНАС». Объёмы производства снова стали расти, число работников увеличилось до 1360 человек, а в следующие годы достигла и 1600 человек. В 2002 году предприятие было переименовано в Бугульминский электронасосный завод (БЭНЗ).
В 2009 году темпы производства снова сократились, число работников уменьшилось до 400 человек.
Собственником завода стал Инвестиционно-венчурный фонд Республики Татарстан, который передал управление заводом инвестиционной группе «Велес Капитал».
В 2010—2013 годах предприятие модернизировалось и снова наращивало темпы производства. Станочный парк завода пополнился американскими токарные станки «HAAS» с числовым программным управлением, стержневыеми машинами итальянского и японского производства для литейного производства, комплектами штамповой оснастки «KURODA», японскими токарно-фрезерными обрабатывающими центрами «OKUMA», «TAKISAWA», автоматизированным прессом «AIDA».
В декабре 2012 года ОАО «БЭНЗ» вошёл в состав холдинга ЗАО «УК Рунако».
22 июля 2013 года на территории Бугульминского электронасосного завода состоялось торжественное открытие совместного предприятия компаний Weatherford и ОАО «БЭНЗ», по сборке, выпуску и сервисному обслуживанию штанговых глубинных насосов..

## Деятельность
Завод производит:
- Установки погружных электроцентробежных насосов
- Погружные электроцентробежные насосы
- Газосепараторы, газосепараторы-диспергаторы, диспергаторы
- Погружные электродвигатели
- Гидрозащита
- Ремонт погружного оборудования

Основными заказчиками являются ОАО "НК «Роснефть», ОАО «ТНК-ВР Холдинг», ОАО «Сургутнефтегаз», ОАО АНК «Башнефть», ОАО «Татнефть», ОАО "НГК «Славнефть», ООО «Укрнефтьспецсервис» и другие компании.
Завод производит капитальный ремонт нефтепогружного оборудования всех российских производителей.

## Ребрендинг
Завод «БЭНЗ» в 2010 году получил новый облик, ребрендингом занималась компания BusinessGun (Казань). Подробнее здесь Архивная копия от 4 декабря 2013 на Wayback Machine.

## Примечание
1. ↑  Александр Наконечный, ОАО «БЭНЗ»: «Мы должны дать принципиально новый подход к способам добычи нефти». Дата обращения: 5 ноября 2013. Архивировано 5 ноября 2013 года.
2. 1 2  ОАО «БЭНЗ»: новый этап развития. Дата обращения: 5 ноября 2013. Архивировано из оригинала 5 ноября 2013 года.
3. ↑  На базе Бугульминского электронасосного завода открылось новое предприятие. Дата обращения: 5 ноября 2013. Архивировано 5 ноября 2013 года.
4. ↑  Рустам Минниханов: «У Бугульминского электронасосного завода позитивные перспективы». Дата обращения: 5 ноября 2013. Архивировано 5 ноября 2013 года.
5. ↑  Открытие совместного предприятия компании Weatherford и ОАО «БЭНЗ». Дата обращения: 29 марта 2014. Архивировано 4 марта 2016 года.
6. ↑  Александр Наконечный: «Я думаю, в течение пяти лет мы станем вторыми, в течение десяти — первыми…» Дата обращения: 5 ноября 2013. Архивировано 5 ноября 2013 года.